# British Library of Political and Economic Science

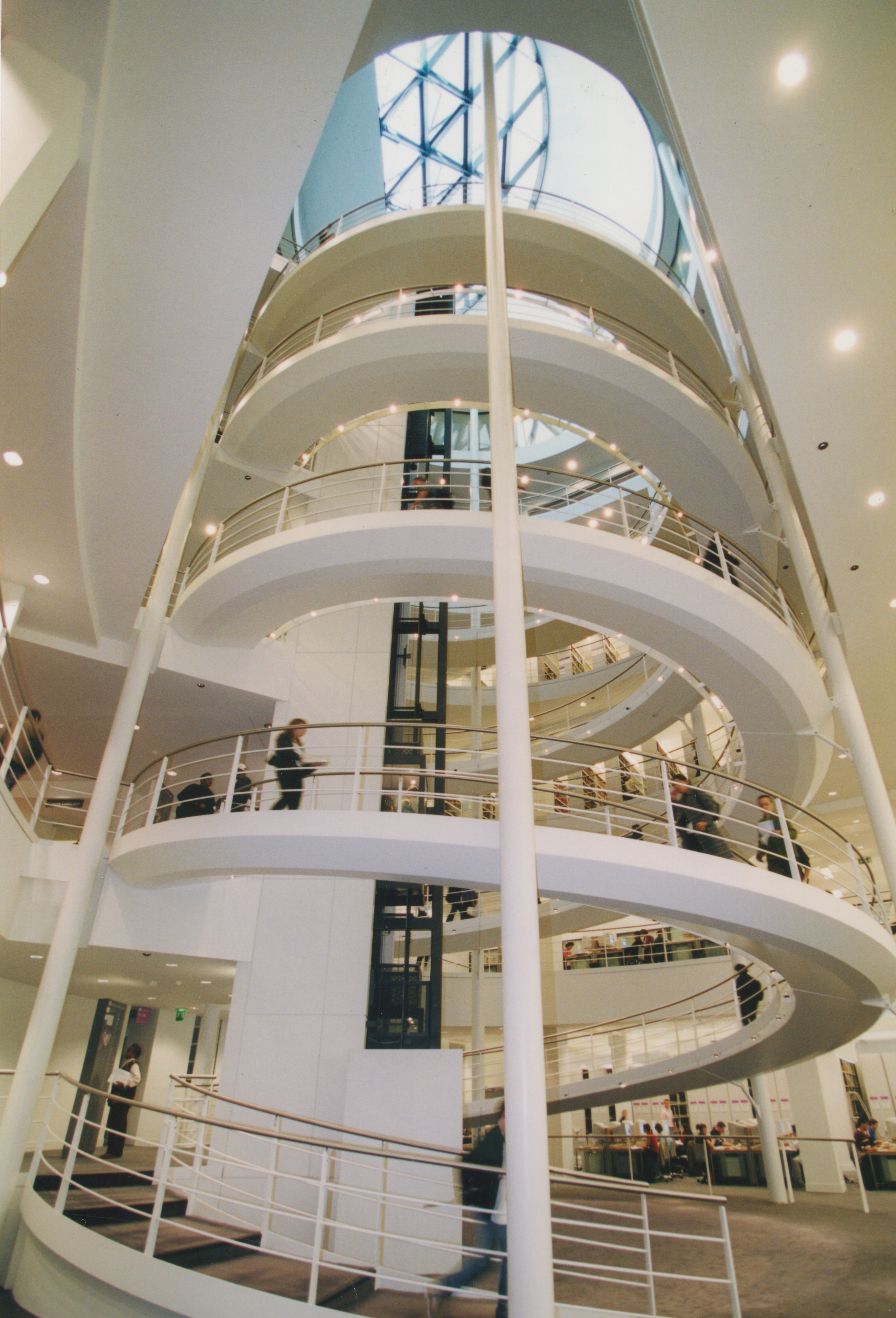
Atrium Michael Peacock

La British Library of Political and Economic Science, souvent abrégé en BLPES ou tout simplement LSE Library est la bibliothèque centrale de la London School of Economics, au Royaume-Uni. Elle tient à la fois le rôle de collection nationale de recherche pour l'Angleterre et de collection universitaire pour la London School of Economics. Fondée en 1896 et intégralement rénovée en l'an 2000 par Sir Norman Foster et son cabinet d'architectes Foster and Partners, elle constitue la plus grande bibliothèque de sciences économiques et sociales au monde, hébergeant plus de 4 millions de volumes imprimés et plus de 30 millions de documents numériques ou numérisés.
Chaque jour ouvré, la BLPES est fréquentée par près de 5000 étudiants et personnels académiques. Une large majorité d’entre eux utilise leur ordinateur personnel, mais la bibliothèque met également à leur disposition plus de 500 postes fixes.

## Localisation
La bibliothèque se trouve aujourd'hui dans le bâtiment Lionel Robbins situé sur Portugal Street au nord du campus de la London School of Economics, dans le quartier de Holborn.

## Historique
La planification de la British Library of Political and Economic Science débute quelque mois seulement après la fondation de la London School of Economics, en 1896. À ce moment, Sidney Webb, cofondateur de la LSE, prend conscience du retard que l’Angleterre a pris en matière d'accumulation d'ouvrages et de documentation en sciences sociales, économiques et politiques par rapport aux universités et écoles urbaines d’autres pays tels que l’Allemagne, la France et les États-Unis. Sans l'accès à des sources primaires d'information et de recherches scientifiques, la LSE manque de ressources pour adresser les enjeux sociaux et économiques auxquels fait face la société. C'est grâce au travail de Sidney Webb et de Beatrice Webb que la bibliothèque ouvre en novembre 1896. Elle est initialement située au 10 Adelphi Terrace, dans le quartier de St Clement Danes.
En 1897, lorsque le comité de la bibliothèque se rencontre pour la première fois, la collection compte 2145 documents répartis en six catégories, soit : économie, science politique, histoire, droit et statistique et autres.
En mai 1902, un nouveau bâtiment de la bibliothèque, le Passmore Edwards Hall, est inauguré dans le quartier de Holborn. C’est aussi l’année où l’on aménage la première salle de lecture. La collection croît rapidement et le besoin de mieux s’organiser se fait sentir. En 1902, suivant la méthodologie dite de la classification décimale de Dewey inventée en 1876 par John Dewey, le comité de la bibliothèque propose alors que la reliure des livres porte une couleur différente selon leur catégorie. Par exemple, les documents portant sur la finance seront de couleur bourgogne. En mars de la même année, Sidney Webb cofondateur de la bibliothèque, s’adresse à l’association de la bibliothèque lors d’une réunion, il souhaite que la bibliothèque soit garante des meilleures pratiques en bibliothéconomie et que son personnel, soit formé, professionnellement . En 1903, six ans après son ouverture, la collection a déjà plus que doublé.
Dès le début des années 1920, le manque d’espace se fait sentir dans la bibliothèque et on y ouvre trois nouvelles salles de lectures. La première pour le domaine de la statistique, la deuxième pour le transport, la finance et le transport et la troisième pour l’école de droit. En plus de l’ajout de salles de lecture, l’espace réservé à l’entreposage de livres est agrandi. 
Dans le rapport d’activité couvrant les années 1933 à 1944, on note l’ajout de 104 450 documents et 154 368 cartes au catalogue. Au cours des années précédent la Seconde Guerre mondiale, beaucoup d’efforts ont été déployés au niveau de la formation professionnelle des employés, ce qui a permis une réorganisation et une amélioration des services. Bien que toutes les activités de la London School of Economics aient alors été délocalisées à Cambridge pour les protéger du Blitz à Londres, la bibliothèque a subi peu de dommages matériels liés à la guerre. Dès 1945, les autorités académiques prévoient à nouveau une augmentation substantielle de sa fréquentation, malgré le manque d’espace qui se fait de nouveau sentir. 

## Mission et services
Dès sa fondation, en 1896, la bibliothèque se fait un devoir d’être ouverte gratuitement aux professionnels de la fonction publique, aux chercheurs et étudiants, et ce, peu importe leur université d’attache.
En date du 23 novembre 1896, la mission de la bibliothèque était d'être : "Une bibliothèque qui promouvoit l'étude et la connaissance générale de tout sujet qui concerne le développement et la progression des communautés et du genre humain"
Plus récemment, la bibliothèque se munit d'une vision 2030 qui se déploie en 3 priorités qui doivent guider ses services au cours des prochaines années, soit :
1. Éduquer pour avoir un impact
2. La recherche pour le monde
3. Développer la LSE pour tout le monde

## Collections

### Dépositaire de l'ONU
Depuis octobre 1946, la bibliothèque fait partie d’un réseau de bibliothèques dépositaires de l’Organisation des nations unies qui compte aujourd’hui 348 institutions à travers le monde. Elle s’engage donc à:
- Mettre les documents reçus sous le soin de personnel qualifié.
- Conserver les documents reçus en ordre
- Rendre les documents reçus accessibles au grand public et ce gratuitement et à des heures raisonnables.
- Rendre les documents reçus disponibles via le service de prêt entre bibliothèque, de livraison, de photocopie et autres moyens pour les personnes qui ne peuvent se rendre physiquement à l'institution.

### Women's Library
En 2014, la bibliothèque rend disponible la collection de la Women's Library après en avoir fait l'acquisition à l'Université métropolitaine de Londres, qui affirmait ne plus avoir les moyens financiers d'en assurer la charge .
La collection comprend plus de 60 000 livres et 5000 objets témoignant de l'histoire des femmes et du féminisme au Royaume-Uni.

## Architecture
La bibliothèque est rénovée en l'an 2000 par l'architecte anobli par la reine, Sir Norman Foster et son cabinet international Foster and Partners. Elle est reconnue pour son style moderniste, ses ascenseurs futuristes, son large atrium nommé en l'honneur de Michael Peacock, alumnus de la LSE et ancien directeur de la BBC, ainsi que son escalier blanc en colimaçon de quatre étages.